# AlSAT-1
AlSAT-1は2002年に打ち上げられたアルジェリアの地球観測衛星。アルジェリア初の人工衛星であり、世界初の災害監視衛星コンステレーションDMCに属した。

## 概要
AlSAT-1はイギリスの衛星製造企業SSTL社が1996年に提案した災害監視衛星コンステレーション(Disaster Monitoring Constellation：DMC)の最初の1基としてアルジェリアとの間で契約が結ばれた。DMCは災害監視を主目的とした小型衛星を低軌道に複数配置する構想で、その衛星を購入する参加国は、災害時にDMCを構成する全衛星を利用して高頻度に災害地域の監視を行うことが出来る。また平時には購入国が衛星を資源管理・地図作成など独自の用途に活用する。
AlSAT-1はSSTL社の小型衛星バスMicrosat-100を使用して組み立てられ、その製造プロセスには技術習得のため派遣されたアルジェリア人技術者チームも参加した。2002年11月28日、ロシアのプレセツク宇宙基地よりコスモス3Mロケットにより打ち上げられ、高度700km、昇交点地方時が午前10時の太陽同期軌道に投入。DMCの参加国であるナイジェリア・トルコ・イギリス・中国がその後ほぼ同型の衛星を2003年から2005年にかけて打ち上げ、第一世代のDMCはこれら5基の衛星によって編成されることとなった。DMCの参加国はそれぞれ受信局を設置して共同利用する体制を取っており、アルジェリアは北西部オラン県アルズーのアルジェリア宇宙技術センター(Centre National des Techniques Spatiales)にその受信局を置いている。
AlSAT-1はインターネットプロトコルを用いて軌道制御を行った初の人工衛星でもある。このプロトコルCFDP(CCSDS File Delivery Protocol)は後続のDMC衛星にも使用された。
AlSAT-1は設計寿命の5年を越えて機能し、後継機であるAlSAT-2が軌道に投入された翌月の2010年8月にその任務を終了した。

## 観測機器
- ESIS (Extended Swath Imaging System)

可視光の緑・赤と近赤外線の3バンドで撮影を行うマルチバンドイメージャ。2台のカメラで撮影したイメージを合成処理するプッシュブルームイメージャ方式で衛星直下の解像度は32m。1回の撮影で600km×500kmの地表範囲を画角に収める。